# Circuito de Rua de Surfers Paradise

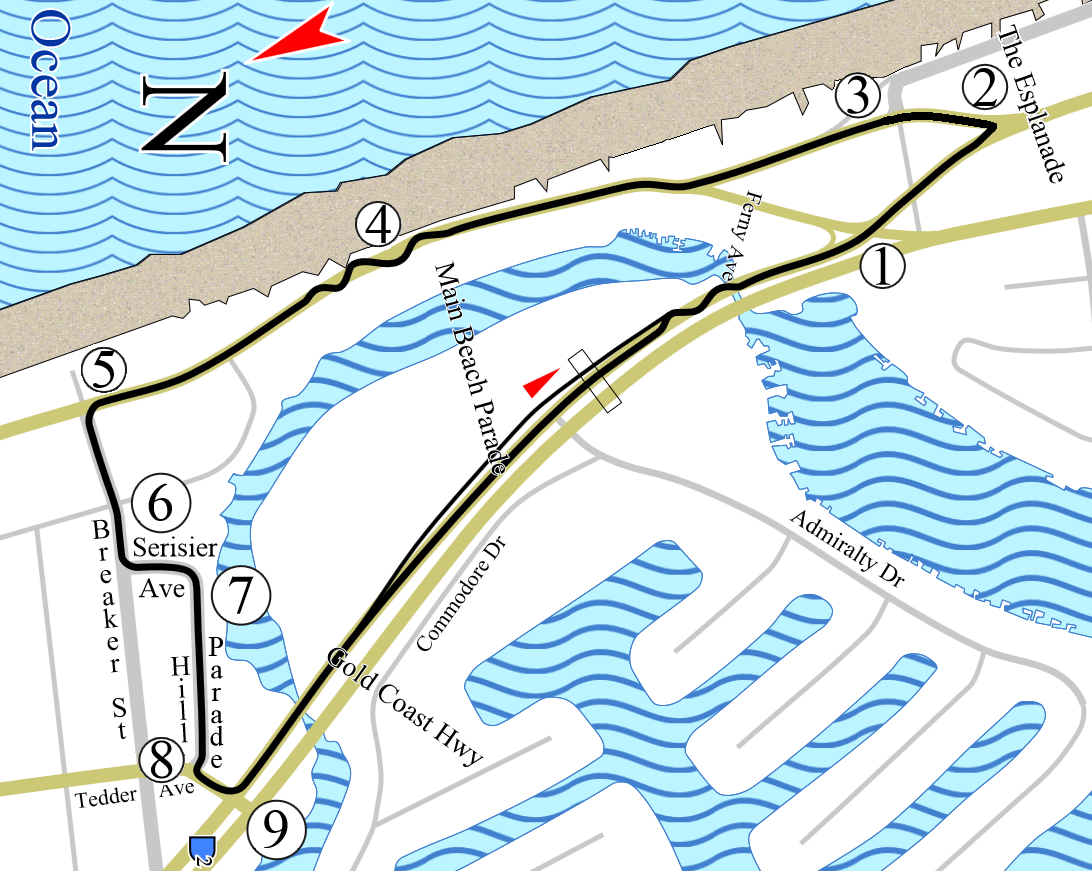
Traçado atual do circuito.

O Circuito de Rua de Surfers Paradise é um circuito de rua localizado em Gold Coast, Queensland, Austrália, na famosa praia de Surfers Paradise.

Traçado do circuito utilizado até 2010.

A primeira corrida foi pela CART em 1991, a Gold Coast Indy 300, as corridas da categoria duraram até 2008, a Supercars Championship corre no circuito desde 1994 com a Gold Coast 600. Até 2010 possuia um traçado com 4,48 km de extensão, atualmente o traçado foi diminuido para 2.98 km.